# Kōmi Hirose
Kōmi Hirose (広瀬 香美, Hirose Kōmi, souvent orthographié Kohmi Hirose), de son vrai nom Mami Yonemitsu (米光 麻美, Yonemitsu Mami), est une chanteuse de J-pop, autrice et compositrice, née le 12 avril 1966 à Dazaifu (préfecture de Fukuoka), au Japon.

## Biographie
Kōmi Hirose débute en 1992 et connaît le succès au Japon l'année suivante avec le tube Romance no Kamisama. Elle écrit aussi pour d'autres artistes. Sa chanson Groovy! sortie en single en 1998 sert de premier thème de fin de la série anime Cardcaptor Sakura. Elle épouse l'acteur Takao Ōsawa en 1998, dont elle divorce en 2006. Elle ralentit sa carrière en 2007, et dirige actuellement une école de chant réputée à Tokyo, DoDream.

## Discographie
| - Ai ga areba daijyoubu (1992.12.02) - Futari no Birthday (1993.05.21) - Romance no kamisama (1993.12.01) - Dramatic ni koi shite (1994.05.11) - Shiawase o tsukamitai (1995.05.24) - Ai wa ballade (1995.05.24) - Gerende ga tokeruhodo koi shitai (1995.12.01) - DEAR...again (1996.11.11) - Mafuyu no kaerimichi (1997.01.01) - Natsu damon (1997.07.24) - promise (1997.11.27) - Pianissimo (1998.01.15) - Groovy! (1998.9.23) - Strobe (1998.12.02) - I Wish (1999.01.21) - Koi no Best 10 (1999.11.20) - BEGIN -Ikutsumono fuyu wo koete- (2000.01.13) - Only One (2000.03.23) - More More Love Winters (2000.11.22) (maxi re-mix) - Search-Light (2001.01.24) - Tasogare (2001.09.21) - Velvet (2001.12.05) - Tsukino shita de aimashou (2002.01.23) - HIZUKE HENKOUSEN (2004.11.17) - GIFT / Ai wa Tokko-yaku (2006.02.15) | - Bingo! (1992.07.22) - Good Luck! (1993.03.24) - Success Story (1993.12.16) - Harvest (1994.12.16) - Love Together (1995.12.16) - welcome-musik (1997.02.05) - rhapsody (1998.01.15) - Music D. (1999.12.16) - LOVEBIRD (2004.12.16) - GIFT＋ (2006.11.22) Compilations - Beginning Part 2 (1995.06.21) (remix) - Thousands of Covers Disc1 (1997.08.21) - THE BEST"Love Winters" (1998.11.11) - Hirose Kohmi THE BEST Love Winters ~ballads~ (2001.11.07) - THE BEST Love Winters & Ballads (2007.02.21) - Alpen Best (2007.12.05) Bandes originales - "Ue wo muite arukou" - original soundtrack (1994.5.21) - "Tokimeki Memorial" - original soundtrack (1997.08.08) - “Hakuja-den/ White Lovers” song selection (2006.11.08) |

### Video/DVD
- hirose kohmi THE VIDEO Love Winters (video clips - 2000.12.06)
- HIROSE KOHMI THE LIVE WINTER COLLECTION 2001-2002 (live)
- Tour 2007 GIFT + Shiawase wa Fuyu ni Yattekuru (live)